# Spijker V.1
Lo Spijker V.1, a volte indicato come Spyker V.1, era un aereo da caccia biplano sviluppato dall'azienda olandese Spijker durante la prima guerra mondiale.

## Storia del progetto
Dopo lo scoppio della prima guerra mondiale fu difficile per le forze armate dei Paesi Bassi, rimasti neutrali, procurarsi aerei di produzione straniera. Fu così contattata l'olandese Spijker, all'epoca ancora Dutch Car and Aircraft Factory Trompenburg, a cui fu commissionata la progettazione e costruzione di un aereo da caccia.

## Tecnica
Lo Spijker V.1 era un biplano dalla linea convenzionale, con una coppia di montanti interalari e quattro montanti tra fusoliera ed ala superiore. La corda alare era costante ed il rivestimento delle ali era in tela. Fu ritagliata una parte semicircolare del bordo d'uscita dell'ala superiore, nella zona centrale, per migliorare la visibilità del pilota.
La fusoliera era a sezione rettangolare, col motore parzialmente coperto da una cappottatura aperta nella parte inferiore. Il motore era un rotativo Thulin, una copia svedese costruita su licenza dei motori Gnome, che garantiva 80 hp (60 kW). La cabina, aperta, era situata dietro al bordo d'uscita dell'ala. Il piano orizzontale, con equilibratori indipendenti, era montato sopra alla fusoliera e fissato ad essa con tiranti. Il timone si congiungeva alla fusoliera con una linea arrotondata. Il V.1 aveva un carrello fisso con le ruote su un singolo asse unito alla fusoliera con due coppie di puntoni sistemati a "V". Inizialmente curvi, dal maggio 1917 furono sostituiti da elementi dritti. Nella coda era installato un pàttino d'atterraggio.

## Impiego operativo
Il prototipo fu completato già alla fine del 1916 ma ulteriori, precauzionali lavori di irrobustimento strutturale e la messa a punto del motore ritardarono il primo volo, effettuato solo il 31 marzo 1917 con ai comandi Floris Albert Van Heyst. Durante i voli di prova furono provate diverse manovre acrobatiche e Van Heyst divenne il primo pilota olandese ad eseguire un looping, o "giro della morte", su un aereo militare. Tuttavia, il motore poco potente non garantiva le prestazioni sufficienti a sostenere un combattimento aereo, e motori più potenti non erano in quel momento disponibili nei Paesi Bassi.
Non furono costruiti altri prototipi. L'unico esemplare fu venduto nel 1917 alla Marine Luchtvaartdienst, l'aviazione navale, dove rimase in servizio fino al 1920.

## Utilizzatori
Paesi Bassi
- Marine Luchtvaartdienst